# アンドレ・マジノ

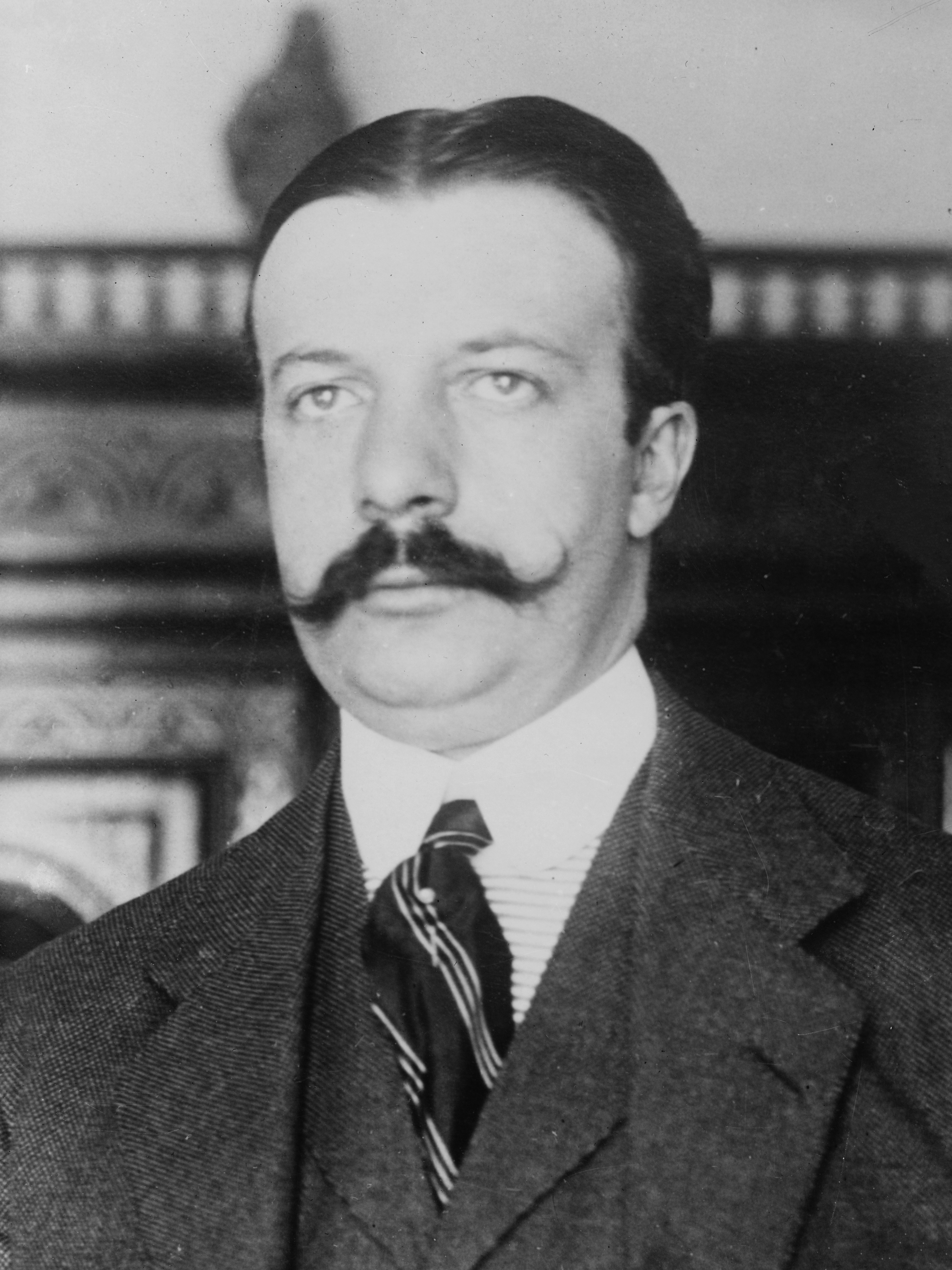
アンドレ・マジノ

アンドレ・マジノ（André Maginot, 1877年2月17日 – 1932年1月7日）は、フランスの官僚、軍人、政治家である。対ドイツ要塞線・「マジノ線」の建設を提唱したことで知られる。

## 若年期
マジノはパリで生まれ、アルザス＝ロレーヌで青年時代を過ごした。1897年、国家公務員試験に合格し、官僚となる。のちに官職を辞して政治家に転身し、1910年までアルジェリア総督府内務局長官として勤務した。同年、代議院議員に選出され、陸軍次官を務めた。
第一次世界大戦勃発に伴い従軍するが、1914年11月、ヴェルダン近郊で脚を負傷した。以後、彼は片脚を引きずるようになる。その武勇に対し、メダイユ・ミリテール（Médaille militaire：従軍徽章。フランス軍人に対する最高の栄誉）を授与された。

## マジノ線
1916年に代議院議員として復帰し、年金相（1920年）、陸相（1922年 – 1924年、1929年 – 1930年、1931年 – 1932年）など、多くの役職を歴任した。
大戦に敗北したとはいえ、ドイツはなお潜在的な力を有しているとされていた。対してフランスはナポレオン戦争以来本土の人口が伸び悩んでいた上に、大戦に従軍した多くの成人男性の死亡に伴う、人口減少と兵員不足に悩まされていた。これを踏まえ、マジノは独仏国境に要塞線を建設することを主張した。
1930年会計年度の予算を討議している間、マジノは要塞線の建設費獲得のため、頻繁にロビー活動を展開した。元老院での投票の結果、計画は274票対26票の賛成多数で可決。建設計画に33億フランを配分することが決定した。
実際の設計の大半は、後任の陸相ポール・パンルヴェの在任中に行われたが、主唱者として計画の実現に奔走したマジノの功績は大きく、1936年に完成した要塞線には、彼の名をとって「マジノ線」の名が賦与された。
しかし、彼自身はマジノ線の竣功を見ることはなかった。1932年1月7日、腸チフスによりパリで死去。54歳。好物であったカキによる食中毒といわれる。
1966年9月、彼を顕彰する記念碑がヴェルダン近郊に建立された。